# Psenulus chevrieri
Psenulus chevrieri är en stekelart som först beskrevs av Tournier 1889.  Psenulus chevrieri ingår i släktet Psenulus, och familjen Crabronidae. Arten har ej påträffats i Sverige.